# 川津尚彦
川津 尚彦(かわづ なおひこ、1907年5月11日 - 1962年11月10日)は、日本のラグビー選手・功労者。福岡県のラグビー先駆者の一人。

## 経歴
東京都に生まれる。1925年福岡県中学修猷館、1927年旧制福岡高等学校文科甲類を経て、慶應義塾大学法学部へ進学し、ラグビー部において全日本東西対抗選手として活躍した。
1930年慶應義塾大学を卒業し、東邦電力福岡支店に入社。東邦電力ラグビーチームの主力として、福岡県ラグビーの普及とレベルアップに貢献した。
戦後は、山本太郎、松隈保、安武一道、速見伝吉らと共に、九州ラグビーフットボール協会設立に尽力し、九州ラグビーフットボール協会の理事長から会長、日本ラグビーフットボール協会専務理事を務めた。1948年の福岡国体に際しては、葛西泰二郎、山本太郎らと協力して、福岡市にラグビー専用グラウンドを作る運動を展開し、平和台陸上競技場の建設にこぎつけた。